# Titularbistum Fussala
Fussala ist ein Titularbistum der römisch-katholischen Kirche.
Die antike Kleinstadt Fussala liegt in der historischen Landschaft Numidien auf der Grenze zwischen Tunesien und Algerien. Bereits in den Briefen des heiligen Augustinus von Hippo (einem der Kirchenväter) findet die Kleinstadt Erwähnung, denn sie gehörte zur Großgemeinde von Hippo. Augustinus reiste Ende 411 zur Gründung einer Diözese nach Fussala und im Jahre 422 reiste er zur Beilegung von Streitigkeiten mit dem Bischof Antonius nach Fussala.
| Titularbischöfe von Fussala |                                              | |                    |                   |
| Nr.                         | Name                                         | Amt | von                | bis               |
| 1                           | Joseph Signay Titularerzbischof pro hac vice | Koadjutorerzbischof von Québec (Kanada)                                                                                             | 15. Dezember 1826  | 14. Februar 1833  |
| 2                           | Joseph Martial Mouly CM                      | Apostolischer Vikar von Mongolia (China) Apostolischer Administrator von Peking (China) Apostolischer Vikar von Nord Chi-Li (China) | 23. August 1840    | 4. Dezember 1868  |
| 3                           | Paul Marie Reynaud CM                        | Apostolischer Vikar von Chekiang (China)                                                                                            | 7. März 1884       | 23. Februar 1926  |
| 4                           | Theodore Labrador Fraile OP                  | Apostolischer Vikar von Funing (Republik China)                                                                                     | 18. Mai 1926       | 11. April 1946    |
| 5                           | Francisco Aldegunde Dorrego OFM              | Apostolischer Koadjutorvikar von Marokko                                                                                            | 6. Februar 1947    | 14. November 1956 |
| 6                           | John A. Choi Jae-seon                        | Apostolischer Vikar von Pusan (Südkorea)                                                                                            | 26. Januar 1957    | 10. März 1962     |
| 7                           | José Lamartine Soares                        | Weihbischof in Olinda e Recife (Brasilien)                                                                                          | 16. November 1962  | 2. April 1985     |
| 8                           | Fikre-Mariam Ghemetchu CM                    | Apostolischer Vikar von Nekemte (Äthiopien)                                                                                         | 28. Oktober 1985   | 8. März 1995      |
| 9                           | Nikolaus Schwerdtfeger                       | Weihbischof in Hildesheim (Deutschland)                                                                                             | seit 19. Juni 1995 |                   |